# Корсак (герб)
Корсак (пол. Korsak) — польский дворянский герб.

## Описание
По объяснению одних, состоит из двух лилий цвета чёрного, соположенных основаниями в поле белом, а по мнению других, из двух положенных в Андреевский крест рукояток сабель, или из двух якорей, или, наконец, датских алебард. Род Корсаков очень древен в Литве.

## Герб используют
11 родов
Bobynicki, Bobynicz, Borkołap, Chołubicki, Głębocki, Корсак (Korsak), Korzon, Lipiński, Poczapowski, Szukało, Zaleski